# Décoction (pratique funéraire)

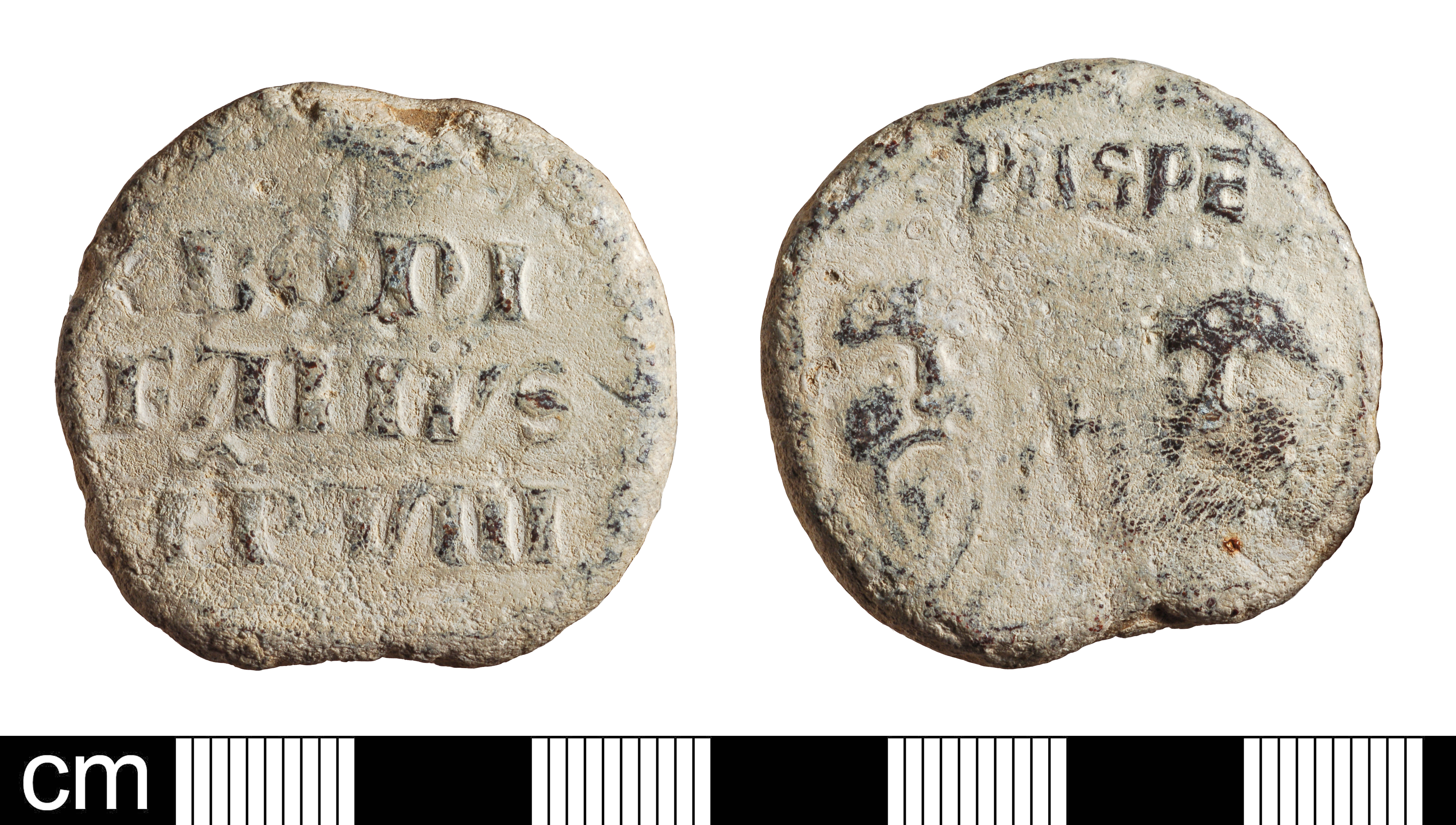
Bulle papale de Boniface VIII

La décoction est une pratique funéraire médiévale qui consistait à faire bouillir le corps d'un défunt, après l'avoir éviscéré. Elle permettait de séparer les différentes parties du corps et faciliter le transport des reliques. La décoction est d'abord réservée aux grands personnages dès le XIIe siècle, puis se diffuse dans la Chrétienté au XIIIe siècle. Elle est condamnée par la bulle papale de Boniface VIII en 1299. Elle disparaît progressivement aux XIVe siècle et XVe siècle.

## Pratique
Certains chrétiens font pratiquer la décoction, lorsque l'un des leurs, noble ou haut dignitaire meurt loin de ses terres. Afin d'assurer rapidement une sépulture, le traitement permet de débarrasser la chair des os du défunt sur les lieux du décès. Seuls les os sont acheminés vers la région choisie pour l'inhumation.
Le corps est d'abord éviscéré, démembré, coupé en morceaux, puis jeté dans une eau bouillie au feu. Lorsqu'enfin la chair se détache des os, ceux-ci sont récupérés pour le transport.
Dans certains cas, la pratique permet de diviser les corps pour garantir une duplication de sépulture. L'usage de cette coutume se multiplie vers la fin du XIIIe siècle. Elle est guidée par des intentions pieuses personnelles, mais aussi politiques.

## Condamnation
En 1291, avant d'être condamnée, un théologien dominicain Olivier de Tréguier considère pourtant que le dépècement et la décoction d'un cadavre ne sont pas préjudiciables à la résurrection, la divine puissance pouvant instantanément réunir toutes les parties d'un corps dispersées.

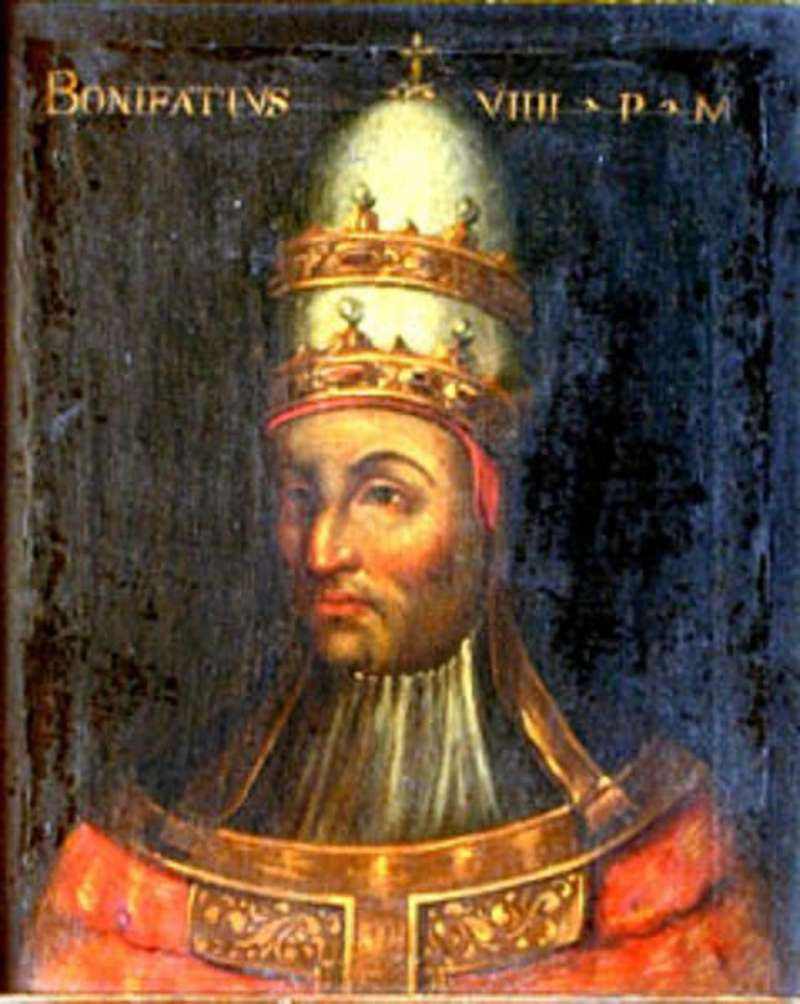
Boniface VIII

La pratique est proscrite dans la bulle dénommée Detestande feritatis, du nom des deux premiers mots latins qui la composent. Dans cette bulle datée du 27 septembre 1299, Boniface VIII frappe d'excommunication les chrétiens qui poursuivront cet usage, qualifié d'« une férocité abominable » ; le corps du défunt qui aurait «été traité de façon aussi inhumaine» se verrait aussi privé de sépulture ecclésiastique.
La solution alternative proposée par le pape en cas de mort distante, consiste à laisser le corps tomber en poussière, pour ne transporter les os sur le lieu de repos qu'une fois cette étape achevée. En d'autres termes, les os doivent se séparer naturellement du corps avant transport, et non par la «main des fidèles» qui viendraient à «se souiller monstrueusement ».

## Personnages illustres
La décoction et le démembrement sont répandus aux XIIe et XIIIe siècles si bien que différents dignitaires y sont soumis :
- Henri Ier Beauclerc, roi d'Angleterre meurt en 1135 à Lyons-La-Forêt (Normandie). Son cerveau, ses yeux et ses viscères sont ensevelis à Rouen. Le reste du corps est inhumé « comme un roi », en Angleterre, dans l'abbaye de Reading qu'il avait fondée.
- Lothaire III, du Saint-Empire, est enseveli en 1137 à Königslutter, alors qu'il décède à près de 700 kilomètres dans le Tyrol. Son corps a fait l'objet d'une décoction d'environ six heures, comme l'indiquent de récentes analyses chimiques réalisées sur ses ossements[1].
- Frédéric Barberousse meurt noyé le 10 juin 1190 dans le fleuve Saleph (actuellement Göksu) en Anatolie, avant qu'il puisse rencontrer Saladin. Le corps de l'empereur est porté à Tarse où il est soumis à la décoction. Les viscères sont ensevelies sur place, les chairs sont convoyées à Antioche, et les ossements sont déposées à Tyr, ne pouvant être ensevelies à Jérusalem.
- Richard Cœur de Lion, meurt blessé mortellement par une lance le 6 avril 1199 lors du siège du château de Châlus-Chabrol (Limousin). Son cerveau et ses viscères sont ensevelies sur place. Son cœur est acheminé à la cathédrale de Rouen. Son corps est enseveli dans la nécropole familiale de Fontevraud. Cette tripartition des corps devient alors une tradition chez les rois anglais[1].
- Thomas d'Aquin, l'illustre théologien meurt le 7 mars 1274 au monastère cistercien de Fossanova, au sud de Rome, où il fait étape lors de son voyage pour se rendre au concile de Grégoire X à Lyon. Deux ans plus tard, les moines font bouillir sa dépouille, pour garder une partie des ossements et en séparer la tête. Ils craignent alors qu'Innocent V, ancien dominicain, ne réclame le corps de Thomas[1].
- Louis IX dit Saint-Louis meurt à Carthage près de Tunis en 1270. Son cadavre aurait été soumis à la décoction, après immersion dans de l'eau et du vin, jusqu'à ce que les ossements deviennent blancs, afin d'en séparer les chairs sans violence. Viscères et cœur sont confiées à Charles d'Anjou pour les ensevelir à Monreale, près de Palerme en Sicile. Les ossements sont posés dans un écrin selon Guillaume de Nangis[1].
- Philippe III meurt à Perpigan le 5 octobre 1285. Pour que sa dépouille soit rapatriée à la Basilique Saint-Denis, où il avait choisi d'être enseveli, son corps est éviscéré, bouilli afin d'en obtenir les ossements. La chair et les entrailles sont ensevelies à la cathédrale de Narbonne. Son fils Philippe Le Bel envoie le cœur du défunt roi à l'église dominicaine de Paris. Les os rejoignent alors Saint-Denis[1].

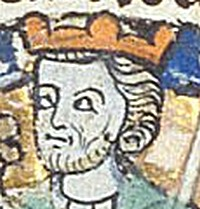
Henri Ier Beauclerc
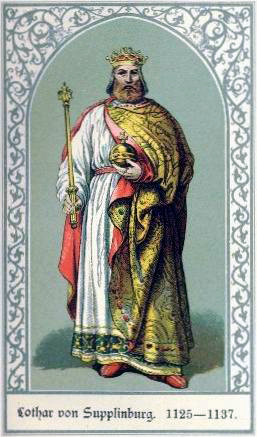
Lothaire III
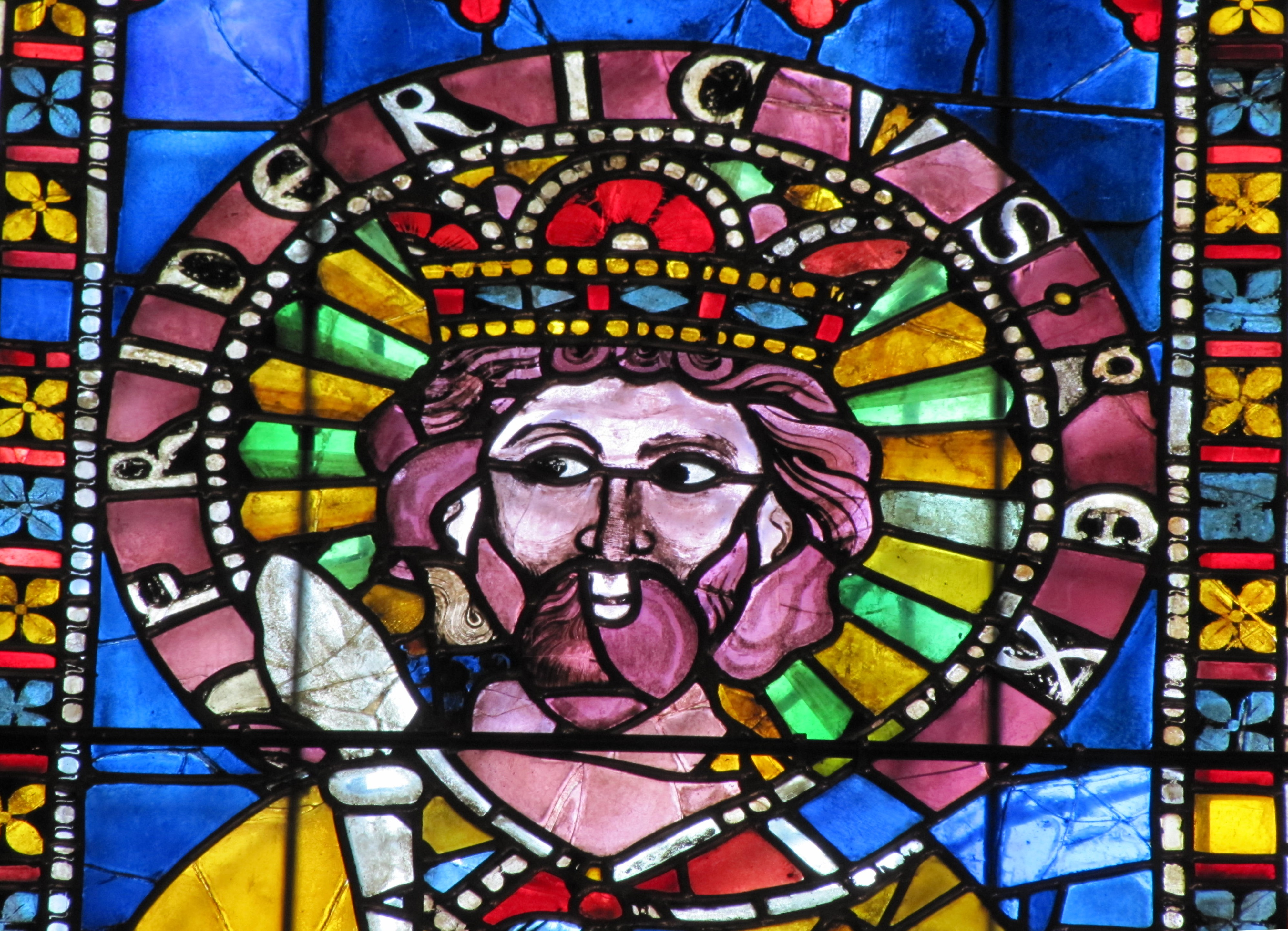
Frédéric Barberousse
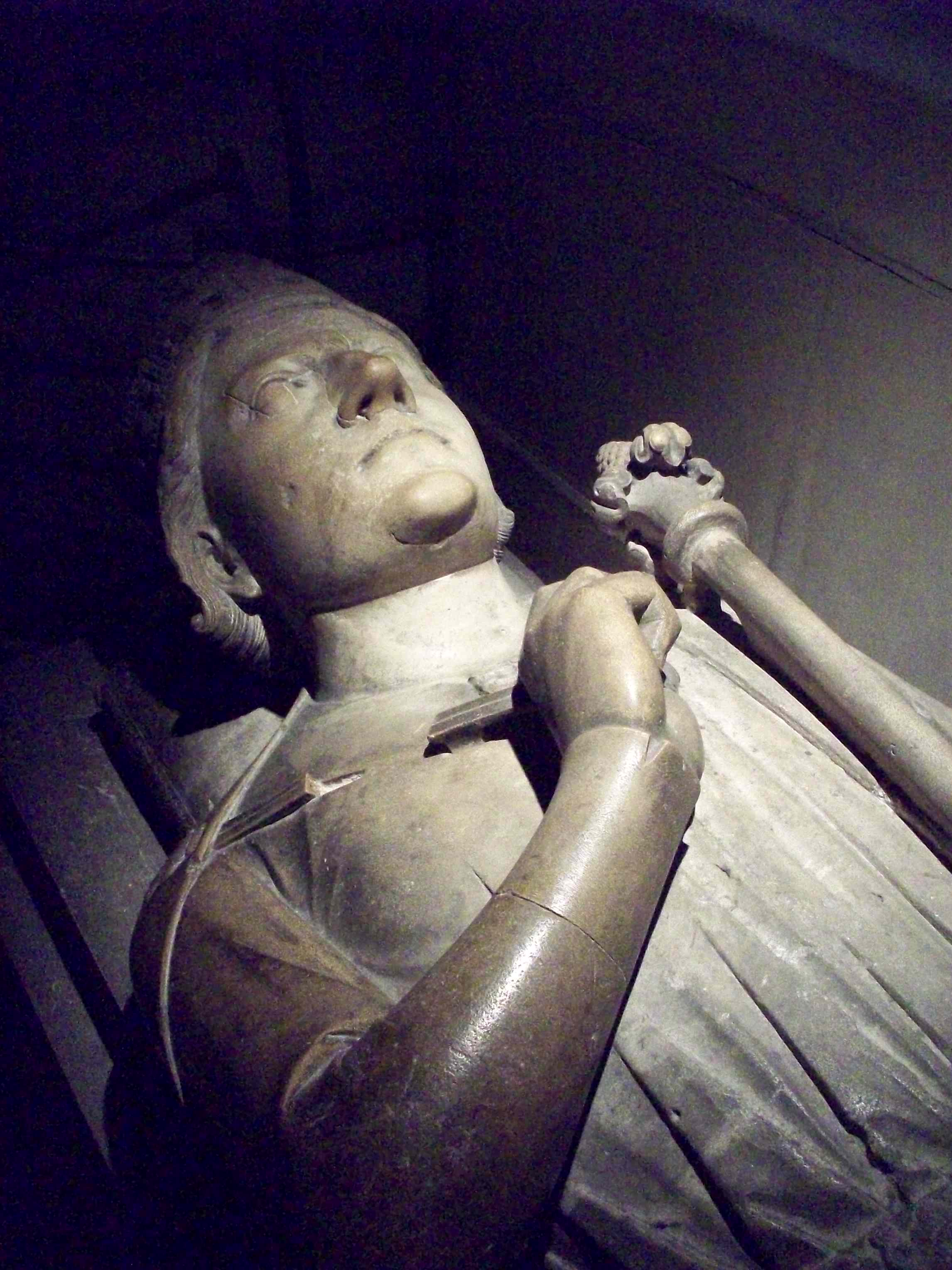
Gisant de Richard Cœur de Lion à Rouen
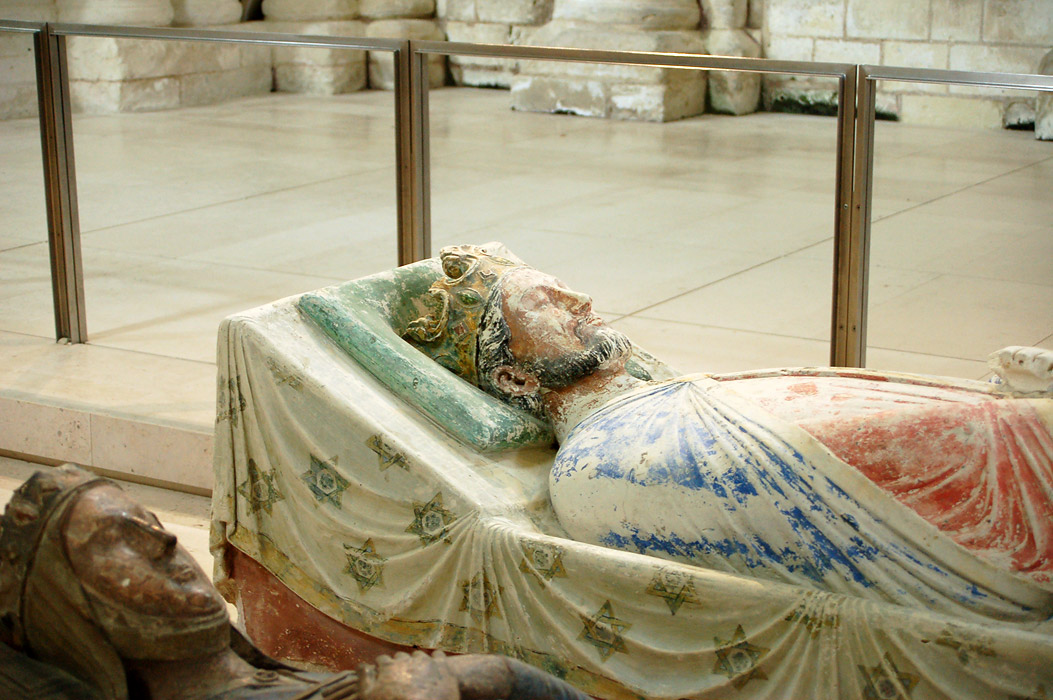
Gisant de Richard Cœur de Lion à Fontevraud
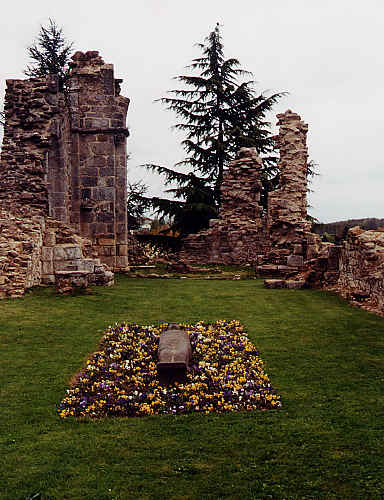
Gisant de Richard Cœur de Lion à Châlus
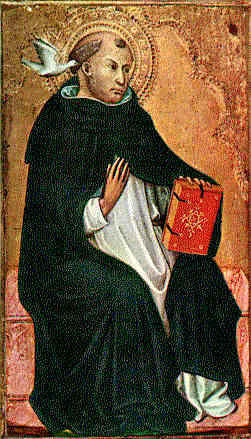
Thomas d'Aquin
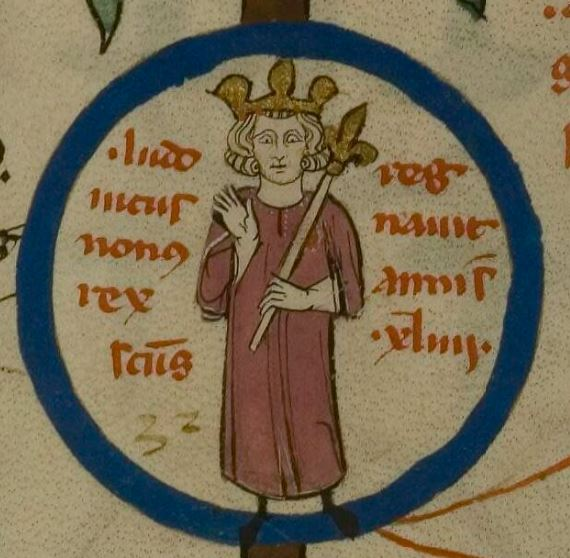
Louis IX dit Saint-Louis
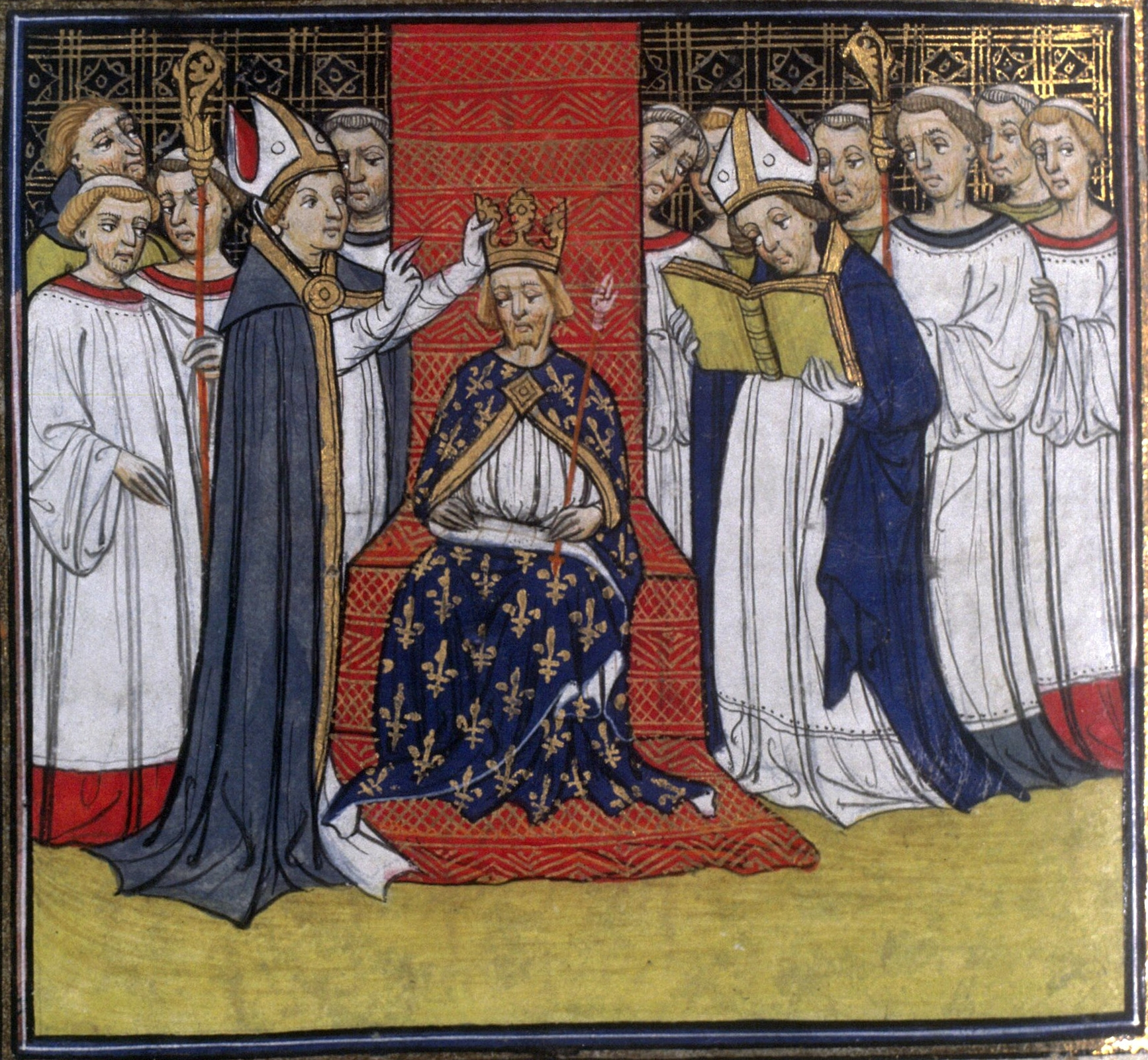
Philippe III